# Test di Harding
Il termine test di Harding indica un processo automatico di verifica finalizzato ad individuare le sequenze di immagini che possano provocare epilessia fotosensibile (PSE) nei contenuti video di qualsiasi genere, sulla base dei requisiti tecnici del Partenariato di produzione digitale (DPP) e della relativa documentazione nel Regno Unito nell'ottobre 2013.
L'Harding FPA (acronimo che sta per "flash and pattern analyzer") è un software proprietario che viene utilizzato per analizzare le sequenze video e rilevare quelle che includono luci lampeggianti e/o effetti ripetitivi che possono causare problemi di salute a coloro che soffrono di epilessia fotosensibile. Si tratta di una implementazione delle linee guida stabilite dal regolatore Ofcom nel Regno Unito. È disponibile in entrambe le versioni (basate sull'analisi di nastro e/o di file), consentendo l'analisi di flussi video da SDI, composito, HDMI e file, in risoluzioni fino a 1080i. Sono disponibili versioni per Microsoft Windows e Apple Mac OS X.

## Epilessia fotosensibile
L'epilessia fotosensibile colpisce circa una persona su 4.000 ed è una forma di epilessia in cui le convulsioni sono innescate da stimoli visivi che formano schemi ripetitivi nel tempo o nello spazio, come luci lampeggianti, schemi particolarmente fastidiosi (ad es.: la luce del Sole in un viale alberato mentre si è alla guida) o schemi di movimento regolari. Nel 1993, una pubblicità per la Pot Noodles indusse convulsioni in tre persone nel Regno Unito, portando l'allora regolatore delle telecomunicazioni ad introdurre queste linee guida.
Il codice di trasmissione delle pratiche pubblicitarie richiede che gli annunci TV siano testati e superino il "test dei flash". Clearcast, la società responsabile della censura degli annunci pubblicitari non conformi al buon gusto per le emittenti commerciali del Regno Unito, si occupa altresì di testare tutti gli annunci pubblicitari che contengono sequenze lampeggianti prima della messa in onda.

## Procedura di verifica
Gli algoritmi alla base del test Harding stesso sono stati sviluppati per la prima volta dalla Cambridge Research Systems Ltd. e sono basati sulla ricerca del professor Graham Harding. Tutti i prodotti Harding FPA implementano le stesse linee guida. I prodotti di altri produttori in generale fanno lo stesso.
Il software è attualmente utilizzato da molte emittenti televisive nel Regno Unito per verificare la conformità con queste linee guida. Se un programma televisivo non supera il test, di solito bisogna alterare le scene incriminate. Normalmente il problema può essere risolto riducendo la frequenza dei lampeggi nella scena e/o applicando la desaturazione ai colori (in particolare, il rosso acceso, è il colore più incline a scatenare crisi convulsive). Dopo aver modificato le aree problematiche, è necessario testare nuovamente l'intero programma per ottenere un certificato di superamento del test. Se nemmeno riducendo la frequenza e l'intensità la scena supera il test, se non è indispensabile viene tagliata.
Nel 2010, è stato lanciato HardingTest.com per fornire agli utenti un modo di testare i video da remoto. Ciò ha fornito un servizio tanto necessario agli editori freelance e alle piccole società di produzione che in precedenza avevano dovuto esportare i loro film su videocassette per inviarli a una struttura di post-produzione più grande per i test, il che comportava maggiori tempi e costi. Questo servizio significa che gli utenti possono caricare un file video digitale e farlo testare e ottenere i risultati in pochi minuti anziché in ore.

### Programmi che non hanno passato il test di Harding
- Videoclip dell' EP Collapse di Aphex Twin[6] - per questo motivo non venne trasmesso sul network Adult Swim.
- Gli Incredibili 2 a seguito dei malesseri dopo la distribuzione in America, è stato modificato per il Regno Unito per superare il Test di Harding.[7]
- L'anime Dragon Ball Super trasmesso dal network statunitense Adult Swim nel 2019, per superare il test di Harding venne rallentato in diversi frame, compromettendone la qualità.[8]